# Jérôme Jeannet
Jérôme Jeannet (Fort-de-France, 26 gennaio 1977) è uno schermidore francese, vincitore di due medaglie d'oro nella scherma ai giochi olimpici.
È il fratello di Fabrice Jeannet.

## Palmarès
In carriera ha ottenuto i seguenti risultati:
- Giochi olimpici:

Atene 2004: oro nella spada a squadre.
Pechino 2008: oro nella spada a squadre.
- Mondiali di scherma

Nîmes 2001: bronzo nella spada a squadre.
Lipsia 2005: oro nella spada a squadre.
San Pietroburgo 2007: oro nella spada a squadre e bronzo individuale.
Antalia 2009: oro nella spada a squadre e bronzo individuale.
Parigi 2010: oro nella spada a squadre.
- Europei di scherma

Mosca 2002: oro nella spada a squadre.
Gand 2007: oro nella spada individuale e bronzo a squadre.
Kiev 2008: oro nella spada a squadre.